# Botir Avia
Botir-Avia is een Kirgizische luchtvaartmaatschappij met haar thuisbasis in Bisjkek.

## Geschiedenis
Botir-Avia is opgericht in 2000.

## Vloot
De vloot van Botir-Avia bestaat uit:(feb.2007)
- 1 Ilyushin Il-76MD
- 1 Ilyushin Il-18Grm